# Nuiqsut
Nuiqsut – miasto w Stanach Zjednoczonych, w stanie Alaska, w okręgu North Slope.